# Adolfo Scalpelli
Adolfo Scalpelli (Tivoli, 29 giugno 1888 – Monte Kobilek, chiamato poi Monte Cavallo, 23 agosto 1917) è stato un pittore italiano. 
Fu l'unico allievo del pittore Ettore Roesler Franz e si distinse per la sua opera, caratterizzata dal graduale assorbimento di alcune intuizioni proprie degli impressionisti. Adolfo Scalpelli è altresì conosciuto per il miglioramento e l’utilizzo dello sfumato, già presente nell’opera del suo maestro Roesler Franz, ma che egli arricchì poco a poco di molteplici nuovi significati.

## Biografia
Frequentava con profitto le scuole tecniche quando, nell'estate del 1902, arrotondando le finanze famigliari con il lavoro di cameriere nel Circolo del Villeggianti di Tivoli, ebbe l'occasione di mostrare dei suoi disegni ad Ettore Roesler Franz, frequentatore assiduo di Tivoli, dove nell'anno successivo avrebbe acquistato anche un'abitazione.
Il pittore romano, constatata anche in successive occasioni, la naturale predisposizione del ragazzo per il disegno, propose alla famiglia di ritirarlo dalle scuole tecniche  ed affidarlo ai suoi insegnamenti, certo di farne un autentico artista. I famigliari, dimostrando apertura mentale e libertà di idee, aderirono alla proposta e così il giovane Adolfo si ritrovò adolescente ad essere l'unico allievo del pittore romano.
Imparò con umiltà paziente i rudimenti del mestiere, copiò a lungo i modelli che il maestro gli sottoponeva, a matita, a penna, a carboncino, a pastello, cimentandosi contemporaneamente con soggetti studiati dal vero. Questo tenace tirocinio diede al giovane Adolfo, nel volgere di pochi anni, una mano e una sicurezza invidiabili. Ben presto uscirono dalle sue mani paesaggi ad acquerello che stavano già a dimostrare la capacità tecnica  e i mezzi considerevoli di espressione in suo possesso. La tavolozza si andava via via arricchendo e nel periodo di tempo che va dal 1904 al 1906 alcuni suoi lavori, se non hanno la preziosità particolareggiata, il taglio e la sicura bravura tecnica di Roesler Franz, hanno per conto già un grande respiro, maggiore sintesi e un calore più intenso.

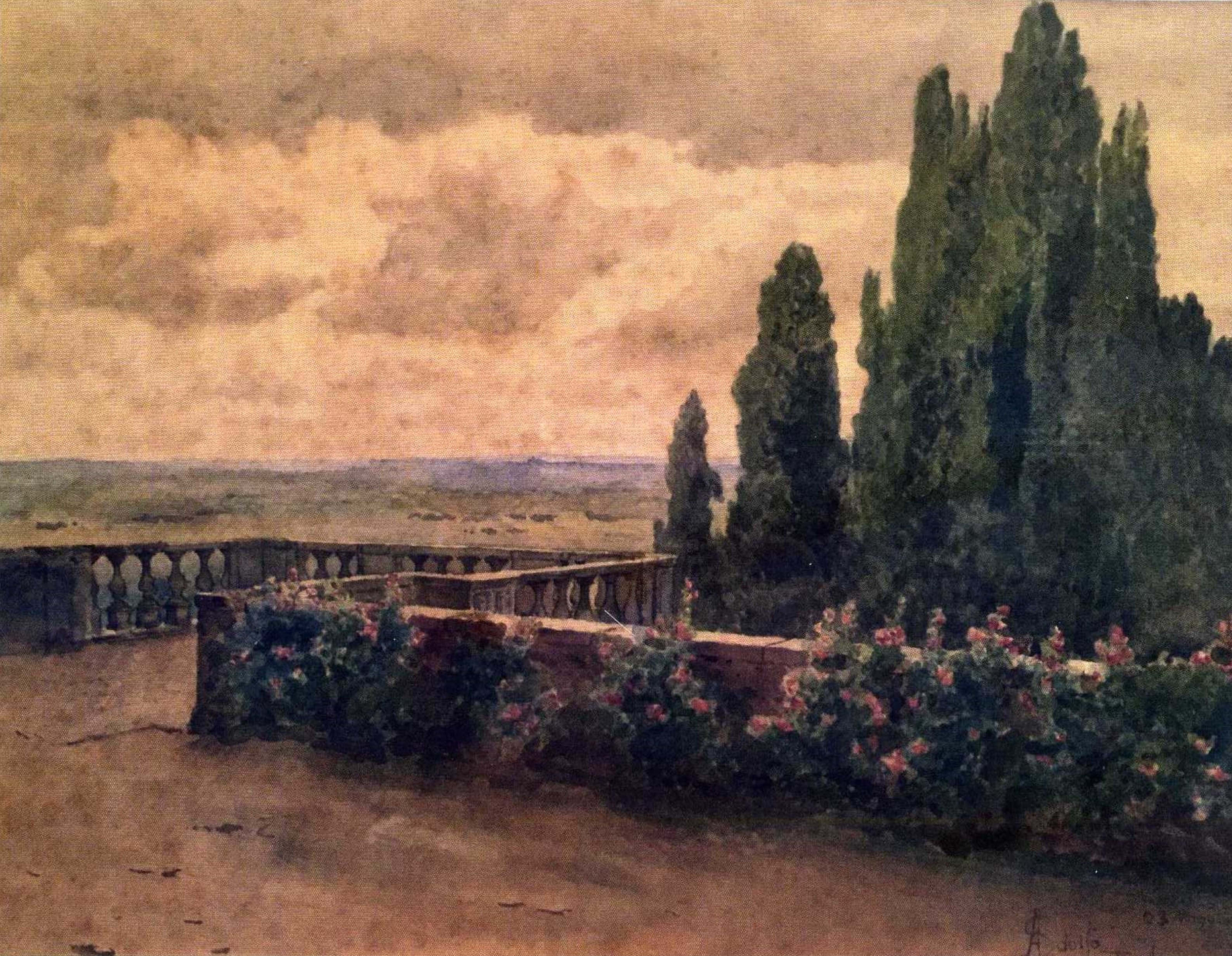
Villa d’Este, olio su tela, 1906

Nel 1907 Roesler Franz muore e da allora il giovane Scalpelli, mentre continua ad affinare la sua preparazione tecnica, inizia un processo di revisione dei suggerimenti stilistici del maestro, tralasciando a poco a poco quelli meno consoni alla sua indole e approfondendone altri che più agevolmente si potevano inquadrare nelle forme della sua originale ispirazione artistica. Nel 1907, all'età di diciannove anni, faceva già parte dell'Associazione degli Acquarellisti romani, partecipando alle varie esposizioni del sodalizio. Da segnalare anche il servizio civile come soccorritore nel territorio di Messina prima, di Avezzano e della Marsica poi in occasione della devastazione dei terremoti. Nel 1910 Scalpelli ha la soddisfazione di veder acquistare un suo paesaggio da parte del Re d'Italia Vittorio Emanuele III. Comprende poi che vivere a Tivoli significava rimanere fuori dalle correnti più vive dell'arte moderna  e parte allora per Parigi, dove risiederà per tre anni frequentando i corsi dell'Academie Carrée al 24 di rue de Départ, allontanandosi per viaggi più o meno brevi in diverse località della Francia, in Inghilterra e anche in Valle d'Aosta.
Nella guerra del 1915-1918 Scalpelli partecipa nell'arma di Fanteria, 248° Reggimento.
Viene mandato dapprima in Libia, poi nel 1916 rientra in Italia e accorre con il suo reggimento alla difesa del Monte Cimone di Tonezza. Prende parte alla conquista del Vertoiba che gli fa attribuire la Croce di terza classe dell'Ordine di San Giorgio (decorazione imperiale russa equivalente alla medaglia d'argento italiana). Al fronte aveva portato con sé l'indispensabile per dipingere e disegnare. Cadde il 23 agosto 1917, così come scrive un giornale dell'epoca: "ufficiale di punta della prima ondata sulla Bainsizza e precisamente sul Kobilek (Monte Cavallo) alla testa del suo plotone dopo aver conquistato la trincea nemica cadeva colpito in fronte da una pallottola". Un anno dopo la sua morte, nel 1918, il Re e la Regina d'Italia, in occasione dell'inaugurazione della LXXXVII Mostra degli Amatori e Cultori di Roma, acquistarono i tre suoi ultimi lavori.

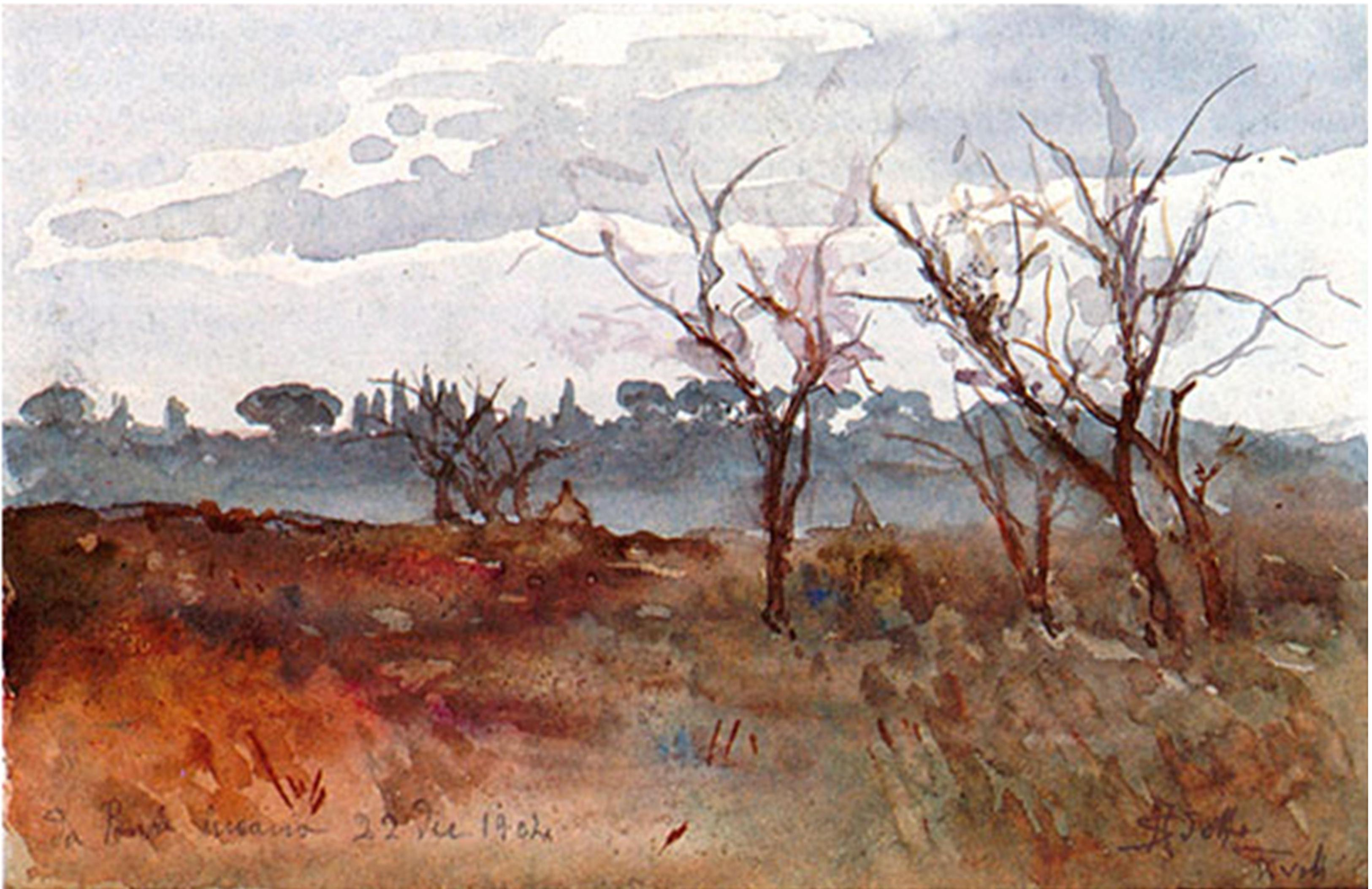
Da Ponte Lucano, acquerello, 1904